# Kama (aliment)
Pour les articles homonymes, voir Kama.
Le kama (en estonien), talkkuna (en finnois) ou tolokno (en russe) est un mélange traditionnel estonien, finlandais et russe de farines finement moulues. La poudre de kama ou de talkkuna se compose de farines grillées d’orge, de seigle, d’avoine et de pois. On peut substituer de la farine de blé à la farine d'avoine, ou bien ajouter au mélange des haricots noirs concassés.
En Estonie, le kama peut s’acheter comme souvenir. C’est l’un des aliments les plus typiques de ce pays.
En finnois et estonien familier, kama peut également signifier « choses, truc » ou bien faire référence à des stupéfiants.

## Histoire
Traditionnellement, le kama était un aliment non périssable et facile à transporter qui pouvait rapidement être transformé en une collation copieuse en le roulant dans du beurre ou du saindoux. Il n’y avait pas besoin de le cuire, la farine le composant étant déjà grillée.
Le skrädmjöl est un aliment similaire ; il s’agit d’une farine composée exclusivement d'avoine grillée, traditionnellement préparée dans la province suédoise de Värmland. Il y fut introduit par les Skogfinns,.

## Utilisation
De nos jours, il est utilisé dans la préparation de certains desserts. On l’apprécie surtout au petit déjeuner, mélangé avec du lait, du babeurre ou du kéfir pour constituer une bouillie. On lui ajoute souvent du sucre ou des myrtilles, plus rarement d’autres fruits ou du miel. Parfois, il est simplement servi nature. Il est également utilisé dans la préparation de desserts lactés ou acides avec des baies forestières typiques d’Estonie et de Finlande.